# Eric Botteghin
Eric Fernando Botteghin né le 31 août 1987 à São Paulo, est un footballeur brésilien. Il évolue au poste de défenseur central.

## Palmarès
- FC Groningen
  - Vainqueur de la Coupe des Pays-Bas en 2015
- Feyenoord Rotterdam
  - Vainqueur de la Coupe des Pays-Bas en 2016 et 2018
  - Championnat des Pays-Bas en 2017

## Statistiques
| Saison    | Club                | Pays           | Championnat        | Coupes nationales | Coupes continentales |
| --------- | ------------------- | -------------- | ------------------ | ----------------- | -------------------- |
| 2006-2007 | FC Zwolle           | Eerste divisie | 14 matchs / 3 buts | 2 matchs          | -                    |
| 2007-2008 | FC Zwolle           | Eerste divisie | 27 matchs / 2 buts | 6 matchs          | -                    |
| 2008-2009 | FC Zwolle           | Eerste divisie | 36 matchs / 5 buts | 2 matchs          | -                    |
| 2009-2010 | FC Zwolle           | Eerste divisie | 35 matchs / 1 but  | 2 matchs          | -                    |
| 2010-2011 | FC Zwolle           | Eerste divisie | 28 matchs / 2 buts | 6 matchs          | -                    |
| 2011-2012 | NAC Breda           | Eredivisie     | 32 matchs / 2 buts | 1 match           | -                    |
| 2012-2013 | NAC Breda           | Eredivisie     | 32 matchs / 3 buts | 2 matchs / 1 but  | -                    |
| 2013-2014 | FC Groningue        | Eredivisie     | 34 matchs / 2 buts | 7 matchs / 1 but  | -                    |
| 2014-2015 | FC Groningue        | Eredivisie     | 34 matchs / 3 buts | 5 matchs          | 2 matchs             |
| 2015-2016 | FC Groningue        | Eredivisie     | 1 match            | 1 match           | -                    |
| 2015-2016 | Feyenoord Rotterdam | Eredivisie     | 22 matchs          | 3 matchs / 1 but  | -                    |
| 2016-2017 | Feyenoord Rotterdam | Eredivisie     | 3 matchs           | 1 match           | -                    |

Dernière mise à jour le 22 août 2016